# Wolfpriset i fysik
Wolfpriset i fysik är ett av sex Wolfpris. Det har sedan 1978 delats ut årligen. De andra prisen är jordbruksvetenskap, kemi, medicin, matematik och konst. Priset består av ett diplom och 100 000 amerikanska dollar.

## Pristagare
| År        | Namn                    | Nationalitet         | Motivering |
| --------- | ----------------------- | -------------------- | --- |
| 1978      | Chien-Shiung Wu         | Kina / USA           | För hennes uthålliga och framgångsrika utforskning av den svaga växelverkan, som bidrog till fastställandet av den precisa formen och den icke-konserverade pariteten för denna nya naturkraft. |
| 1979      | George Uhlenbeck        | Nederländerna / USA  | För hans upptäckt, ihop med S.A. Goudsmit, av elektronens spinn. |
| 1979      | Giuseppe Occhialini     | Italien              | För hans bidrag till upptäckterna av elektronparproduktionen och den laddade pionen. |
| 1980      | Michael Fisher          | USA                  | För nyskapande utvecklingar som kulminerade i den generella teorin om det kritiska beteendet av övergången mellan olika termodynamiska tillstånd av materia. |
| 1980      | Leo Kadanoff            | USA                  | För nyskapande utvecklingar som kulminerade i den generella teorin om det kritiska beteendet av övergången mellan olika termodynamiska tillstånd av materia. |
| 1980      | Kenneth G. Wilson       | USA                  | För nyskapande utvecklingar som kulminerade i den generella teorin om det kritiska beteendet av övergången mellan olika termodynamiska tillstånd av materia. |
| 1981      | Freeman Dyson           | Storbritannien / USA | För deras enastående bidrag till teoretisk fysik, speciellt utvecklingen och tillämpningen av kvantfältsteorin. |
| 1981      | Gerard 't Hooft         | Nederländerna        | För deras enastående bidrag till teoretisk fysik, speciellt utvecklingen och tillämpningen av kvantfältsteorin. |
| 1981      | Victor Weisskopf        | Österrike / USA      | För deras enastående bidrag till teoretisk fysik, speciellt utvecklingen och tillämpningen av kvantfältsteorin. |
| 1982      | Leon Lederman           | USA                  | För deras experimentella upptäckt av oväntade nya partiklar som fastslog en tredje generation av kvarkar och leptoner. |
| 1982      | Martin L. Perl          | USA                  | För deras experimentella upptäckt av oväntade nya partiklar som fastslog en tredje generation av kvarkar och leptoner. |
| 1983/1984 | Erwin Hahn              | USA                  | För hans upptäckt av kärnspinn-ekon och fenomenet självinducerad transparens. |
| 1983/1984 | Peter Hirsch            | Storbritannien       | För hans utveckling av användandet av transmissionselektronmikroskopet som ett universellt instrument i studiet av kristallin materia. |
| 1983/1984 | Theodore Maiman         | USA                  | För hans skapande av den första fungerande lasern, trenivårubinlasern. |
| 1985      | Conyers Herring         | USA                  | För deras stora bidrag till den grundläggande teorin om solider, speciellt elektronernas beteende i metaller. |
| 1985      | Philippe Nozières       | Frankrike            | För deras stora bidrag till den grundläggande teorin om solider, speciellt elektronernas beteende i metaller. |
| 1986      | Mitchell Feigenbaum     | USA                  | För hans nyskapande teoretiska studier som demonstrerar den universella karaktären av icke-linjära system, vilket har möjliggjort det systematiska studiet av kaos. |
| 1986      | Albert Libchaber        | Frankrike / USA      | För hans lysande experimentella demonstration av övergången till turbulens och kaos i dynamiska system. |
| 1987      | Herbert Friedman        | USA                  | För hans nyskapande undersökningar av solens röntgenstrålar. |
| 1987      | Bruno Rossi             | Italien / USA        | För upptäckten av solexterna röntgenkällor och klargörandet av deras fysiska processer. |
| 1987      | Riccardo Giacconi       | Italien / USA        | För upptäckten av solexterna röntgenkällor och klargörandet av deras fysiska processer. |
| 1988      | Roger Penrose           | Storbritannien       | För deras lysande utveckling av den allmänna relativitetsteorin, där de har visat på nödvändigheten av kosmologiska singulariteter och har klargjort fysiken bakom svarta hål. I detta arbete har de i hög grad utökat vår förståelse för universums ursprung och möjliga öde.                                                                               |
| 1988      | Stephen Hawking         | Storbritannien       | För deras lysande utveckling av den allmänna relativitetsteorin, där de har visat på nödvändigheten av kosmologiska singulariteter och har klargjort fysiken bakom svarta hål. I detta arbete har de i hög grad utökat vår förståelse för universums ursprung och möjliga öde.                                                                               |
| 1989      | Pris ej utdelat         | Pris ej utdelat      | Pris ej utdelat |
| 1990      | Pierre-Gilles de Gennes | Frankrike            | För en stor skara av nyskapande bidrag till vår förståelse av komplexa kondenserade materiasystems organisation, de Gennes speciellt för hans arbete om makromolekylär materia och flytande kristaller och Thouless speciellt för hans oordnande och lågdimensionella system.                                                                                |
| 1990      | David J. Thouless       | Storbritannien / USA | För en stor skara av nyskapande bidrag till vår förståelse av komplexa kondenserade materiasystems organisation, de Gennes speciellt för hans arbete om makromolekylär materia och flytande kristaller och Thouless speciellt för hans oordnande och lågdimensionella system.                                                                                |
| 1991      | Maurice Goldhaber       | USA                  | För deras separata inflytelserika bidrag till kärn- och partikelfysik, speciellt de kring svag växelverkan med leptoner. |
| 1991      | Valentine Telegdi       | Schweiz / USA        | För deras separata inflytelserika bidrag till kärn- och partikelfysik, speciellt de kring svag växelverkan med leptoner. |
| 1992      | Joseph Taylor           | USA                  | För hans upptäckt av en radiopulsar i omlopp och dess utnyttjande för att verifiera den allmänna relativitetsteorin med hög precision. |
| 1993      | Benoît Mandelbrot       | Frankrike / USA      | För att ha insett den vidsträckta förekomsten av fraktaler och utvecklat matematiska verktyg för att beskriva dem, har han förändrat vår syn på naturen. |
| 1994/1995 | Vitalij Ginzburg        | Ryssland             | För hans bidrag till teorin om supraledning och teorin om högenergiprocesser i astrofysik. |
| 1994/1995 | Yoichiro Nambu          | Japan / USA          | För hans bidrag till elementärpartikelteori, däribland insikten om spontan symmetribrytnings roll i analogi med supraledningsteori, och upptäckten av färgsymmetrin i stark växelverkan. |
| 1995/1996 | Pris ej utdelat         | Pris ej utdelat      | Pris ej utdelat |
| 1996/1997 | John Wheeler            | USA                  | För hans nyskapande bidrag till fysiken om svarta hål, kvantgravitation, och till teorierna om kärnspridning och kärnklyvning. |
| 1998      | Yakir Aharonov          | Israel               | För upptäckten av topologiska och geometriska kvantfaser, speciellt Aharonov-Bohm-effekten, Berryfasen och deras införlivning i många fält inom fysiken. |
| 1998      | Michael Berry           | Storbritannien       | För upptäckten av topologiska och geometriska kvantfaser, speciellt Aharonov-Bohm-effekten, Berryfasen och deras införlivning i många fält inom fysiken. |
| 1999      | Dan Shechtman           | Israel               | För den experimentella upptäckten av kvasikristaller, operiodiska solider med långvarande ordning, som har inspirerat till utforskningen av ett nytt grundläggande materiatillstånd. |
| 2000      | Raymond Davis Jr.       | USA                  | För deras nyskapande observationer av astronomiska fenomen genom neutrinoobservation, och på så sätt skapandet av det framträdande fäldet neutrinoastronomi. |
| 2000      | Masatoshi Koshiba       | Japan                | För deras nyskapande observationer av astronomiska fenomen genom neutrinoobservation, och på så sätt skapandet av det framträdande fäldet neutrinoastronomi. |
| 2001      | Pris ej utdelat         | Pris ej utdelat      | Pris ej utdelat |
| 2002/2003 | Bertrand Halperin       | USA                  | För essentiella insikter i ett vitt omfång i kondenserad materia-fysik: Leggett om den lätta heliumisotopens supraflytande egenskaper och makroskopiska kvantfenomen; och Halperin om tvådimensionell smältning, oordnade system och starkt växelverkande elektroner.                                                                                        |
| 2002/2003 | Anthony J. Leggett      | Storbritannien / USA | För essentiella insikter i ett vitt omfång i kondenserad materia-fysik: Leggett om den lätta heliumisotopens supraflytande egenskaper och makroskopiska kvantfenomen; och Halperin om tvådimensionell smältning, oordnade system och starkt växelverkande elektroner.                                                                                        |
| 2004      | Robert Brout            | Belgien              | För pionjärarbete som har lett till insikter om massgeneration, när lokal gaugesymmetri realiseras asymmetriskt i den subatomära världen. |
| 2004      | François Englert        | Belgien              | För pionjärarbete som har lett till insikter om massgeneration, när lokal gaugesymmetri realiseras asymmetriskt i den subatomära världen. |
| 2004      | Peter Higgs             | Storbritannien       | För pionjärarbete som har lett till insikter om massgeneration, när lokal gaugesymmetri realiseras asymmetriskt i den subatomära världen. |
| 2005      | Daniel Kleppner         | USA                  | För nyskapande arbete inom vätesystems atomfysik, inkluderande forskning på väte-masern, Rydbergatomer och Bose-Einstein-kondensat. |
| 2006/2007 | Albert Fert             | Frankrike            | För deras oberoende upptäckter av det gigantiska magnetoresistansfenomenet (GMR), och därmed skapandet av ett nytt forskningsfält och tillämpningar kända som spintronik som använder elektronens spinn för att lagra och transportera information. |
| 2006/2007 | Peter Grünberg          | Tyskland             | För deras oberoende upptäckter av det gigantiska magnetoresistansfenomenet (GMR), och därmed skapandet av ett nytt forskningsfält och tillämpningar kända som spintronik som använder elektronens spinn för att lagra och transportera information. |
| 2008/2009 | Pris ej utdelat         | Pris ej utdelat      | Pris ej utdelat |
| 2010      | John Clauser            | USA                  | För deras grundläggande konceptuella och experimentella bidrag till kvantfysikens grunder, särskilt en alltmer sofistikerad serie tester av Bells olikheter och deras utvidgningar med hjälp av sammanflätade kvanttillstånd. |
| 2010      | Alain Aspect            | Frankrike            | För deras grundläggande konceptuella och experimentella bidrag till kvantfysikens grunder, särskilt en alltmer sofistikerad serie tester av Bells olikheter och deras utvidgningar med hjälp av sammanflätade kvanttillstånd. |
| 2010      | Anton Zeilinger         | Österrike            | För deras grundläggande konceptuella och experimentella bidrag till kvantfysikens grunder, särskilt en alltmer sofistikerad serie tester av Bells olikheter och deras utvidgningar med hjälp av sammanflätade kvanttillstånd. |
| 2011      | Maximilian Haider       | Tyskland             | För deras utveckling av aberrationskorrigerad elektronmikroskopi, som tillåter observation av enskilda atomer med pikometerprecision, vilket revolutionerat materialvetenskapen. |
| 2011      | Harald Rose             | Tyskland             | För deras utveckling av aberrationskorrigerad elektronmikroskopi, som tillåter observation av enskilda atomer med pikometerprecision, vilket revolutionerat materialvetenskapen. |
| 2011      | Knut Urban              | Tyskland             | För deras utveckling av aberrationskorrigerad elektronmikroskopi, som tillåter observation av enskilda atomer med pikometerprecision, vilket revolutionerat materialvetenskapen. |
| 2012      | Jacob Bekenstein        | Israel               | För hans arbete om svarta hål som visade att de kan inneha en statistisk-termodynamisk egenskap kallad entropi, trots att deras inre dynamik inte kan fastställas. Detta arbete skapade ett helt nytt forskningsfält kring svarta håls dynamik, vilket har blivit en hörnsten inom viktiga områden i teoretisk fysik såsom kvantgravitation och strängteori. |
| 2013      | Peter Zoller            | Österrike            | För banbrytande teoretiska bidrag till kvantinformationsbehandling, kvantoptik och kvantgasernas fysik. |
| 2013      | Ignacio Cirac           | Spanien              | För banbrytande teoretiska bidrag till kvantinformationsbehandling, kvantoptik och kvantgasernas fysik. |
| 2014      | Pris ej utdelat         | Pris ej utdelat      | Pris ej utdelat |
| 2015      | James Bjorken           | USA                  | För att ha förutspått skalning i djupt inelastisk spridning, vilket ledde till identifiering av nukleonens punktlika beståndsdelar. |
| 2015      | Robert Kirshner         | USA                  | För att ha banat vägen för supernovakosmologi genom sina observationer och insikter. |
| 2016      | Yoseph Imry             | Israel               | För banbrytande studier inom fysiken för mesoskopiska och slumpmässiga system. |
| 2017      | Didier Queloz           | Schweiz              | För den första upptäckten av en exoplanet som kretsar kring en soltyp-stjärna. |
| 2017      | Michel Mayor            | Schweiz              | För den första upptäckten av en exoplanet som kretsar kring en soltyp-stjärna. |
| 2018      | Charles Bennett         | USA                  | För att ha grundat och utvecklat fälten kvantkryptografi och kvantteleportering. |
| 2018      | Gilles Brassard         | Kanada               | För att ha grundat och utvecklat fälten kvantkryptografi och kvantteleportering. |
| 2019      | Pris ej utdelat         | Pris ej utdelat      | Pris ej utdelat |
| 2020      | Rafi Bistritzer         | Israel               | För banbrytande teoretiskt och experimentellt arbete på tvinnat dubbelskiktsgrafen. |
| 2020      | Pablo Jarillo-Herrero   | Spanien              | För banbrytande teoretiskt och experimentellt arbete på tvinnat dubbelskiktsgrafen. |
| 2020      | Allan H. MacDonald      | Kanada / USA         | För banbrytande teoretiskt och experimentellt arbete på tvinnat dubbelskiktsgrafen. |
| 2021      | Giorgio Parisi          | Italien              | För banbrytande upptäckter i oordnade system, partikelfysik och statistisk fysik. |
| 2022      | Anne L'Huillier         | Frankrike / Sverige  | För banbrytande bidrag till ultrakort laserfysik och attosekundfysik. |
| 2022      | Paul Corkum             | Kanada               | För banbrytande bidrag till ultrakort laserfysik och attosekundfysik. |
| 2022      | Ferenc Krausz           | Ungern / Österrike   | För banbrytande bidrag till ultrakort laserfysik och attosekundfysik. |
| 2023      | Pris ej utdelat         | Pris ej utdelat      | Pris ej utdelat |
| 2024      | Martin Rees             | Storbritannien       | För fundamentala bidrag till högenergiastrofysik, galaxer och strukturformation, samt kosmologi. |
| 2025      | Jainendra K. Jain       | Indien / USA         | För att ha främjat vår förståelse för de överraskande egenskaperna hos tvådimensionella elektronsystem i starka magnetiska fält. |
| 2025      | Mordehai Heiblum        | Israel               | För att ha främjat vår förståelse för de överraskande egenskaperna hos tvådimensionella elektronsystem i starka magnetiska fält. |
| 2025      | James P. Eisenstein     | USA                  | För att ha främjat vår förståelse för de överraskande egenskaperna hos tvådimensionella elektronsystem i starka magnetiska fält. |

## Landsfördelning
| Land           | Antal |
| -------------- | ----- |
| Belgien        | 2     |
| Frankrike      | 7     |
| Indien         | 1     |
| Italien        | 4     |
| Israel         | 6     |
| Japan          | 2     |
| Kanada         | 3     |
| Kina           | 1     |
| Nederländerna  | 2     |
| Ryssland       | 1     |
| Schweiz        | 3     |
| Spanien        | 2     |
| Storbritannien | 9     |
| Sverige        | 1     |
| Tyskland       | 4     |
| Ungern         | 1     |
| USA            | 35    |
| Österrike      | 4     |